# Семёнов, Даниил Владимирович
Даниил Владимирович Семёнов (30 декабря 1890 года, Керчь — 7 мая 1943 года, Ленинград) — советский филолог-арабист, сотрудник Института востоковедения АН СССР, в годы блокады Ленинграда — уполномоченный по Институту.

## Биография
Родился в семье морского капитана.
Интерес к восточным языкам у Даниила пробудила мать, владевшая турецким языком.
После смерти отца семья осталась без средств к существованию, и Даниил, гимназист 5-го класса Керченской гимназии, вынужден был зарабатывать частными уроками.
В 1908 году, после окончания гимназии, поступил на факультет восточных языков Петербургского университета. Его учителями в университете были Н. А. Медников, А. Э. Шмидт, И. Ю. Крачковский и А. Ф. Хашаб. Языковую практику студент проходил в 1910 и 1911 годах Бейруте.
В 1912 году университет был закончен по арабско-персидско-турецко-татарскому разряду. Даниила послали на работу на Восток преподавателем учительской семинарии Палестинского общества в городе Назарете. В 1914 году семинарии Палестинского общества были закрыты и Даниил вернулся на родину.
В Петербурге он устроился на работу в экономический отдел СНХ, затем работал в Петроградской торговой таможне. В 1919 году по состоянию здоровья он вынужден был уехать в Тверь. Там он прожил три года работал заведующим информационным бюро статистико-экономического отдела, инспектором РКК Верхневолжского управления водного транспорта, читал лекции по русскому языку и литературе в Тверском университете пролетарской культуры.
После открытия в Петрограде Института живых восточных языков, он, в 1922 году, устроился в нём на работу преподавателем, доцентом кафедры арабского языка и литературы. Одновременно преподавал в ЛВИ, в Ленинградском институте истории, философии и лингвистики (ЛИФЛИ) (позднее вошел в состав филологического факультета Ленинградского университета). С 1934 года работал в Арабском кабинете Института востоковедения АН СССР.
В годы Великой Отечественной войны, в июле 1942 года, Институт востоковедения АН СССР был эвакуирован. В Ленинграде осталось 5 человек для охраны имущества, рукописных и книжных сокровищ института. Руководил работой по охране здания института и его архива назначенный уполномоченным по Институту Учёный секретарь Д. В. Семенов. Лишения блокадной жизни надорвали здоровье Даниила Владимировича. 7 мая 1943 года скоропостижно скончался.

## Семья
Был женат, имел двух сыновей. Старший, Сергей Даниилович, студент восточного факультета ЛГУ погиб в 1941 году на подступах к Ленинграду.
Младший Владимир Даниилович, служил на флоте. После войны работал инженером, был женат, имел дочь и сына

## Творчество
Работая в Институте восточных языков, Даниил Владимирович Семёнов, подготовил и издал книги: «Хрестоматия разговорного арабского языка (сирийское наречие) и словарь к ней» (1929), «Опыт сравнения одной арабской народной сказки с общеизвестной русской» (1930), успел подготовить к изданию статью «Взгляды французских ученых на современное положение арабского языка и его будущее» (опубликована в 1937 г.) и др. «Хрестоматия разговорного арабского языка» стала первой в России хрестоматий подобного рода.
В 1935 году академик И. Ю. Крачковский по совокупности работ Д. Семёнова представил ученого к присуждению степени кандидата лингвистики. В декабре 1935 год он стал кандидатом наук, доцентом арабского языка в Ленинградском государственном университете. В 1938 году назначен и. о. заведующего арабской кафедрой ЛВИ, в 1940 году Президиумом АН СССР утвердил ученого старшим научным сотрудником ИВ АН СССР.
Перед войной Даниил Владимирович подготовил к защите докторскую диссертацию на тему: «Синтаксис современного арабского литературного языка». Монография на эту тему вышла в свет в 1941 году. Дальнейшим планам ученого не было суждено осуществиться.

### Научные труды
- Семенов Д. В. Хрестоматия разговорного арабского языка (сирийское наречие) [Текст] / Д. В. Семенов ; Под ред. и с предисл. И. Ю. Крачковского ; ЦИК СССР. Ленингр. вост. инст-т. 32. — Ленинград : Ленингр. вост. инст-т им. А. С. Енукидзе, 1929 (госуд. Академич. тип.). — XVIII, 157 с.